# Gaspero Pampaloni

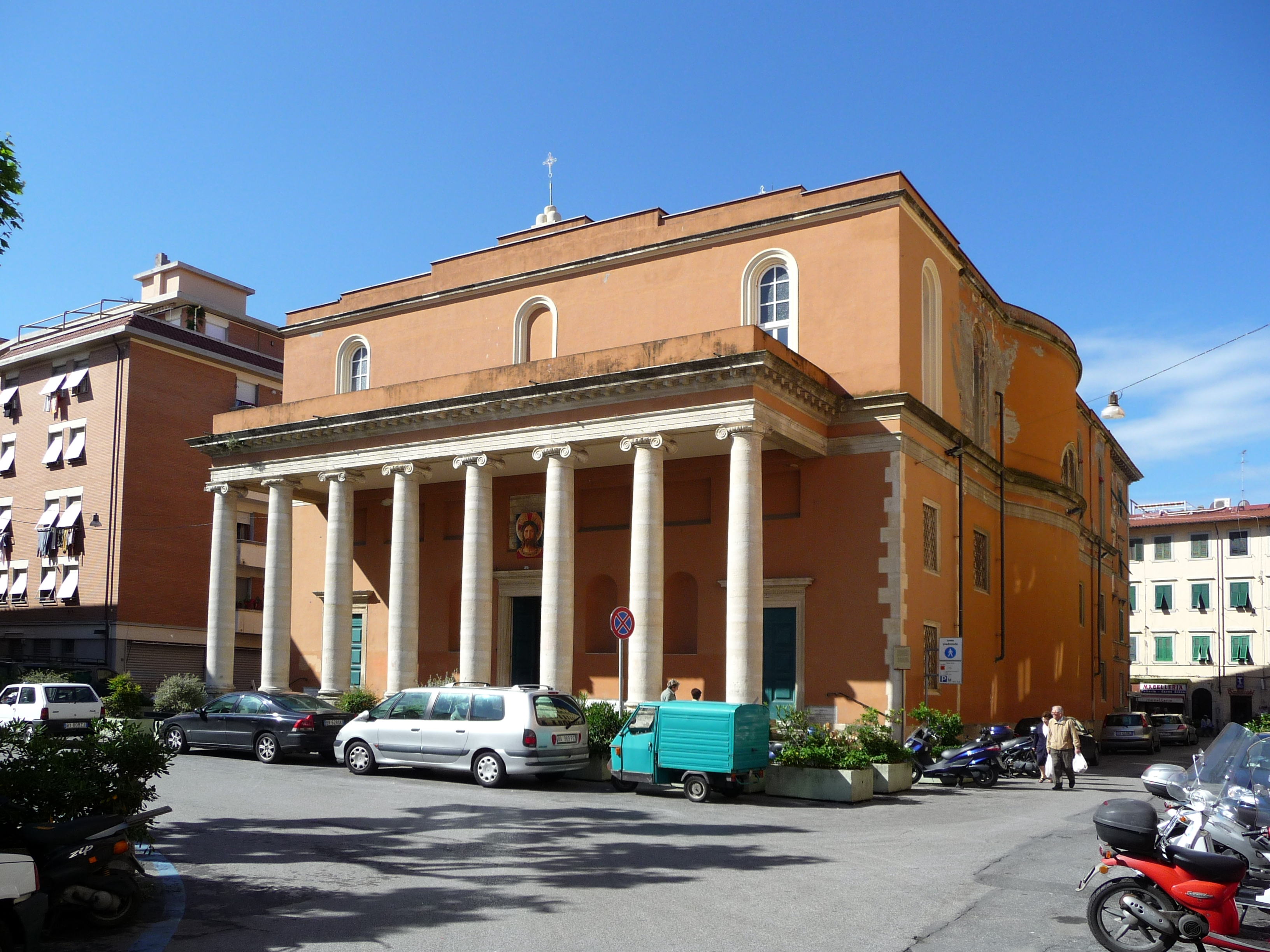
Chiesa di San Benedetto, Livorno

Gaspero Pampaloni (fl. XVIII-XIX secolo) è stato un architetto e ingegnere italiano.

## Biografia
Nato nella seconda metà del XVIII secolo, fu allievo e collaboratore dell'ingegnere granducale Antonio Capretti dal 1784 al 1797.
A partire dai primi decenni del XIX secolo fu particolarmente attivo a Livorno: qui, nel 1806, sui terreni dell'ex Rivellino di San Marco, completò insieme all'ingegnere Salvatore Piccioli il sontuoso Teatro San Marco (semidistrutto durante la seconda guerra mondiale). Nei medesimi anni collaborò con Riccardo Calocchieri nella realizzazione del Cimitero comunale dei Lupi.
Successivamente, facendo ricorso ad un linguaggio neoclassico, edificò la chiesa di San Benedetto (1817-1819), un edificio a pianta centrale sormontato da una calotta e preceduto da un portico architravato d'ordine ionico.
Lavorò poi alla cattedrale, dove sostituì l'originario campanile a vela con una torre a pianta quadrata alta circa 50 metri (distrutta durante l'ultima guerra, è stata ricostruita con alcune modifiche).
In seno allo Scrittoio delle Regie Fabbriche, Pampaloni fu assistente di Luigi Bettarini per il piano urbanistico teso a favorire l'unione tra la vecchia città medicea e i sobborghi oltre il Fosso Reale.